# Josipovich Géza
Josipovich Géza (Jalkovec, 1857. január 31. – Budapest, 1934. május 20.) horvát politikus, horvát-szlavón-dalmát miniszter.

## Élete, pályafutása
Édesapja Josipovich Imre (1834-1910) belső titkos tanácsos, Horvát-Slavón-Dalmátországi magyar királyi miniszter, főrendiházi tag, édesanyja Seiller Vilma (1834-1919). Varasd vármegyében, Jalkovecen született 1857. január 31-én, Josipovich Imre fiaként. Tanulmányait Pozsonyban, Nagykanizsán és Budapesten, a Budapesti Egyetem jog és államtudományi karán végezte. Eztán sorkötelesként részt vett Bosznia-Hercegovina 1878-as monarchia általi megszállásában. A hadseregből huszártisztként szerelt le, s előbb a belügyminisztériumban lett segédfogalmazó, majd apja nyomdokaiba lépve a horvát-szlavón-dalmát minisztériumban vállalt állást, mint fogalmazó. Innét 1887-ben kilépett és hazautazott családi birtokra, ahol hamar bekapcsolódott a helyi politikai életbe. 1887-ben a vinicai kerület képviselőjeként jutott be először a horvát szaborba (nemzetgyűlés) a Horvát Unionista Párt színeiben, 1892-ben azonban nem választották újra, csak 1896-ban. 1903–1905, illetve 1906–1910 között a novigrádi kerület képviselőjeként volt a horvát parlament tagja. Ez utóbbi mandátuma kezdetén jelölte őt a szabor a horvát-szlavón-dalmát miniszteri székbe, mely tisztséget 1906. április 23. és 1910. január 17. között viselte először, majd egy rövid időre, 1912. április 22. és 1913. június 10. között másodszor.
1897–1903 valamint 1913 és 1921 között az Osztrák–Magyar Bank főtanácsosa, 1921–1923 között pedig a Magyar Állami Jegyintézet tanácsának tagja volt. A trianoni békét követően Magyarországon telepedett le. 1934-ben, Budapesten érte a halál, hamvait a Kerepesi temetőben helyezték örök nyugalomra a bal oldali falsírbolt 568-as számú sírhelyében